# Félix de Verneilh
Félix-Joseph de Verneilh-Puyraseau, aussi appelé de Verneilh-Puyraseau, né le 21 octobre 1820 à Piégut-Pluviers où il est mort le 28 septembre 1864, est un historien et un archéologue français.

## Biographie
Né le 21 octobre 1820 à Piégut-Pluviers, il est le fils de Jean Baptiste Joseph de Verneilh et de sa femme Jeanne Louise Chassaignac. Il est le frère du dessinateur Jules de Verneilh et le petit-fils de Jean-Joseph de Verneilh-Puyraseau (1756-1839) député de la Dordogne. Célibataire, il meurt le 28 septembre 1864 à Piégut-Pluviers.
Après des études de droit à Paris, il est licencié en droit à 19 ans.
Il s'intéresse à l'archéologie et entretient des relations avec Arcisse de Caumont, Ferdinand de Guilhermy et Adolphe Napoléon Didron. Son frère Jules de Verneilh l'a aidé dans ses recherches et en illustrant ses livres. Il a participé au Congrès archéologiques de France de la Société française d'archéologie dont il était inspecteur. Il a été membre de l'Institut des provinces, correspondant du ministère de l'Instruction publique.
Il s'est attaché à montrer l'origine française de l'architecture ogivale et à étudier son développement en France et dans les pays voisins, à définir le style byzantin en recherchant son origine et sa filiation, à décrire l'architecture civile médiévale.

## Publications
- Cathédrale de Cologne, Paris, V. Didron, 1848, 80 p.
- L'architecture byzantine en France : Saint-Front de Périgueux et les églises à coupoles de l'Aquitaine, Paris, Librairie archéologique de Victor Didron, 1851, 316 p. (lire en ligne)
- Des influences byzantines : lettre à M. Vitet, de l'Académie Française, Paris, V. Didron, 1855, 47 p.
- Les Émaux français et les émaux étrangers, mémoire en réponse à M. le comte F. de Lasteyrie, lu à la séance de la Société archéologique de Limoges, le 28 novembre 1862, Caen, A. Hardel, 1863, 56 p.

### Dans lesAnnales archéologiques
- « Ogive. Ancienne signification de ce mot », dans Annales archéologiques, 1844, tome 1, p. 209-210 (lire en ligne)
- « Origine française de l'architecture ogivale », dans Annales archéologiques, 1845, tome 2, p. 133-142, 1845, tome 3, p. 1-6, p. 156-165
- « Architecture civile au Moyen Âge dans le Périgord et le Limousin », dans Annales archéologiques, 1846, tome 4, p. 161-174, 1847, tome 6, p. 71-88
- « Architecture civile au Moyen Âge. Villes neuves du XIIIe siècle », dans Annales archéologiques, 1850, tome 10, p. 71-88 p. 270-281
- « Architecture civile au Moyen Âge. Villes neuves du XIIIe siècle et des temps modernes », dans Annales archéologiques, 1852, tome 12, p. 24-31 (lire en ligne)
- « Architecture civile au Moyen Âge. Monuments d'utilité publique », dans Annales archéologiques, 1856, tome 16, p. 292-299 (lire en ligne)
- « Architecture civile au Moyen Âge. Construction des ponts. Canaux d'irrigation et de dessèchement », dans Annales archéologiques, 1860, tome 20, p. 98-117 (lire en ligne)
- « Architecture civile au Moyen Âge. Fontaines publiques », dans Annales archéologiques, 1860, tome 20, p. 142-149 (lire en ligne)
- « Architecture civile au Moyen Âge. Fontaines publiques du XIIIe siècle », dans Annales archéologiques, 1860, tome 20, p. 185-195 (lire en ligne)
- « Construction des monuments ogivaux. Épures de la cathédrale de Limoges », dans Annales archéologiques, 1847, tome 6, p. 139-88 (lire en ligne)
- « La cathédrale de Cologne, étude archéologique », dans Annales archéologiques, 1847, tome 7, p. 57-69, p. 225-240, 1848, tome 8, p. 117-135, 1849, tome 9, p. 10-26
- « Saint-Front de Périgueux et Saint-Marc de Venise », dans Annales archéologiques, 1851, tome 11, p. 88-107
- « Restauration de Saint-Front de Périgueux », dans Annales archéologiques, 1852, tome 12, p. 65-83
- « Des influences byzantines. Lettre à M. L. Vitet, de l'Académie française », dans Annales archéologiques, 1854, tome 14, p. 95-104, p. 174-187, p. 225-248
- « Les églises de la Terre Sainte par M. le comte de Vogüé », dans Annales archéologiques, 1860, tome 20, p. 21-39
- « Le système ogival en Italie », dans Annales archéologiques, 1861, tome 21, p. 67-79
- « Le style ogival en Angleterre et en Normandie », dans Annales archéologiques, 1864, tome 24, p. 226-237, 1865, tome 25, p. 33-44, p. 85-102
- « L'art du Moyen Âge et les causes de sa décadence d'après M. E. Renan », dans Annales archéologiques, 1862, tome 22, p. 157-
- « Le premier des monuments gothiques », dans Annales archéologiques, 1863, tome 23, p. 5-18, p. 115-132